# Enca Kovačević
Enca Kovačević (Split, 15. listopada 1953.), hrvatska slikarica

## Životopis
Rodila se je u Splitu od oca iz Staroga Grada na Hvaru i majke iz Sutivana na Braču. Završila je Školu primijenjene umjetnosti. U Splitu je diplomirala slikarstvo na Pedagoškoj akademiji u klasi profesora Ante Kaštelančića 1976. godine. Članica HDLU od 1980. godine. Izlagala samostalno, a prvi put početkom 1982. izloživši dvadesetak uljanih slika i aktova koji kao da su bojom i čvstinom izrasli iz oporog mediteranskog tla. Ravnateljica Moderne galerije Biserka Rauter Plančić ocijenila je rad Ence Kovačević kao osebujni rukopis asocijativnog naboja.
Slikala u nekoliko ciklusa. Jedan je ciklus ženskih aktova, gdje je depersonalizirala modele i iskazala snažni asocijativni i alegorijski naboj, po kojemu je odavno prepoznatljiva na hrvatskoj likovnoj pozornici. Drugi ciklus joj čine nošnje, ponajprije iz omiškog i srednjodalmatinskog kraja i figuralne kompozicije. Treći ciklus su joj krajolici, gdje naslikanim morskim krajobrazima metafizički ište zavičaj, putovanje na izvor postanka.
Prevladavajući motivi kod Kovačević su krajolici, podmorje, žene u dalmatinskim nošnjama i aktovi. Najčešća tehnika je ulje na drvenoj podlozi.

## Vanjske poveznice
- Umjetnik kod Meštrovića - ENCA KOVAČEVIĆ, kanal Muzeji Ivana Meštrovića na YouTubeu. Objavljeno 19. srpnja 2017.
- Narod.hr: U Galeriji Meštrović otvorena izložba slika Ence Kovačević, 18. srpnja 2017.
- Enca Kovačević - Umjetnik kod Meštrovića, 63. Splitsko ljeto